# Залішани
Заліша́ни — село в Україні, у Дубровицькій міській громаді Сарненського району Рівненської області. Населення становить 81 особа (2011).

## Назва
Польською мовою згадується як Zaleszany, російською — як Залѣшаны.

## Географія
Площа села — 0,37 км². Згідно з дослідженням 2017 року, за яким оцінювалися масштаби антропогенної трансформації території Дубровицького району внаслідок несанкціонованого видобутку бурштину, екологічна ситуація села характеризувалася як «катастрофічна».

### Клімат
Клімат у селі вологий континентальний («Dfb» за класифікацією кліматів Кеппена). Опадів 607 мм на рік. Найменша кількість опадів спостерігається в березні й сягає у середньому 28 мм. Найбільша кількість опадів випадає в червні — близько 87 мм. Різниця в опадах між сухими та вологими місяцями становить 59 мм. Пересічна температура січня — -5,5 °C, липня — 18,5 °C. Річна амплітуда температур становить 24,0 °C.
| Клімат Залішан                    | Клімат Залішан | Клімат Залішан | Клімат Залішан | Клімат Залішан | Клімат Залішан | Клімат Залішан | Клімат Залішан | Клімат Залішан | Клімат Залішан | Клімат Залішан | Клімат Залішан | Клімат Залішан | Клімат Залішан |
| Показник                          | Січ.           | Лют.           | Бер.           | Квіт.          | Трав.          | Черв.          | Лип.           | Серп.          | Вер.           | Жовт.          | Лист.          | Груд.          | Рік            |
| Середній максимум, °C             | −2,5           | −1,3           | 3,4            | 12,3           | 19,2           | 22,8           | 23,8           | 23,0           | 18,2           | 11,8           | 4,8            | −0,1           | 11,3           |
| Середня температура, °C           | −5,5           | −4,5           | −0,3           | 7,4            | 13,6           | 17,4           | 18,5           | 17,6           | 13,2           | 7,7            | 2,3            | −2,6           | 7,1            |
| Середній мінімум, °C              | −8,5           | −7,7           | −3,9           | 2,6            | 8,1            | 12,0           | 13,2           | 12,2           | 8,3            | 3,7            | −0,2           | −5,1           | 2,9            |
| Норма опадів, мм                  | 36             | 30             | 28             | 41             | 57             | 87             | 81             | 64             | 57             | 44             | 41             | 41             | 607            |
| --------------------------------- | -------------- | -------------- | -------------- | -------------- | -------------- | -------------- | -------------- | -------------- | -------------- | -------------- | -------------- | -------------- | -------------- |
| Джерело: Climate-Data.org (англ.) |                |                |                |                |                |                |                |                |                |                |                |                |                |

## Історія
Село вперше згадується 1771 року.
Станом на 1859 рік, Залішани були власницьким селом, тут діяла дерев'яна православна парафіяльна церква Успіння Богородиці. До 1917 року село входило до складу Російської імперії. У 1906 році село входило до складу Домбровицької волості Рівненського повіту Волинської губернії Російської імперії. У 1918—1920 роки нетривалий час перебувало в складі Української Народної Республіки.
У 1921—1939 роки входило до складу Польщі. У 1921 році село входило до складу гміни Домбровиця Сарненського повіту Поліського воєводства Польської Республіки. 1930 року Сарненський повіт приєднаний до складу Волинського воєводства. У 1936 році належало до громади Кривиця гміни Домбровиця Волинського воєводства.
З 1939 року — у складі Дубровицького району Рівненської області УРСР. У роки Другої світової війни деякі мешканці села долучилися до національно-визвольної боротьби у лавах УПА та ОУН, на території села діяла боївка СБ «Стіжка» (УПА). За даними українського націоналістичного підпілля у липні 1943 року більшовики спалили в Залішанах 90 хат. О 5 годині 24 грудня 1943 року більшовицька банда в кількості 300 осіб напала на Залішани, де обстріляла табір «Лайдаки» (бійців загону УПА) та пограбувала село. Загалом встановлено 30 жителів села, які брали участь у визвольних змаганнях, з них 10 загинуло, 20 було репресовано.
У 1947 році село Залішани підпорядковувалося Залішанській сільській раді Дубровицького району Ровенської області УРСР.
Відповідно до прийнятої в грудні 1989 року постанови Ради Міністрів УРСР село занесене до переліку населених пунктів, які зазнали радіоактивного забруднення внаслідок аварії на Чорнобильській АЕС, жителям виплачувалася грошова допомога. Згідно з постановою Кабінету Міністрів Української РСР, ухваленою в липні 1991 року, село належало до зони гарантованого добровільного відселення. На кінець 1993 року забруднення ґрунтів становило 1,25 Кі/км² (137Cs + 134Cs), молока — 5,27 мКі/л (137Cs + 134Cs), картоплі — 0,79 мКі/кг (137Cs + 134Cs), сумарна доза опромінення — 156 мбер, з якої: зовнішнього — 16 мбер, загальна від радіонуклідів — 140 мбер (з них Cs — 129 мбер).
Відповідно до Розпорядження Кабінету Міністрів України від 12 червня 2020 року № 722-р «Про визначення адміністративних центрів та затвердження територій територіальних громад Рівненської області» увійшло до складу Дубровицької міської громади.

## Населення
Станом на 1859 рік, у Залішанах налічувалося 12 дворів та 90 жителів (40 чоловіків і 50 жінок), з них 88 православних і 2 євреїв. Станом на 1906 рік у селі було 25 дворів та мешкало 165 осіб.
За переписом населення Польщі 10 вересня 1921 року в селі налічувалося 40 будинків та 211 мешканців, з них: 108 чоловіків та 103 жінки; 180 православних, 16 римо-католиків та 15 юдеїв; 180 українців, 16 поляків та 15 євреїв. Згідно з переписом УРСР 1989 року чисельність наявного населення села становила 148 осіб, з яких 73 чоловіки та 75 жінок. На кінець 1993 року в селі мешкало 120 жителів, з них 17 — дітей.
За переписом населення України 2001 року в селі мешкало 110 осіб. Станом на 1 січня 2011 року населення села становить 81 особа. Густота населення — 297,3 особи/км².

### Мова
Розподіл населення за рідною мовою за даними перепису 2001 року:
| Мова       | Відсоток |
| ---------- | -------- |
| українська | 98,18 %  |
| російська  | 1,82 %   |

### Вікова і статева структура
Структура жителів села за віком і статтю (станом на 2011 рік):
| Вік   | Чоловіків | Жінок | Разом |
| ----- | --------- | ----- | ----- |
| 0-17  | 9         | 10    | 19    |
| 18-39 | 9         | 9     | 18    |
| 40-59 | 12        | 7     | 19    |
| 60+   | 8         | 17    | 25    |
| Разом | 38        | 43    | 81    |

### Соціально-економічні показники
| Працездатне населення | Працездатне населення | Працездатне населення | Працездатне населення | Працездатне населення | Працездатне населення | Непрацездатне населення | Непрацездатне населення | Непрацездатне населення | Непрацездатне населення | Непрацездатне населення | Непрацездатне населення | Все населення |
| Чоловіки              | Чоловіки              | Жінки                 | Жінки                 | Разом                 | Разом                 | Чоловіки                | Чоловіки                | Жінки                   | Жінки                   | Разом                   | Разом                   | 81            |
| ос.                   | %                     | ос.                   | %                     | ос.                   | %                     | ос.                     | %                       | ос.                     | %                       | ос.                     | %                       | 81            |
| --------------------- | --------------------- | --------------------- | --------------------- | --------------------- | --------------------- | ----------------------- | ----------------------- | ----------------------- | ----------------------- | ----------------------- | ----------------------- | ------------- |
| 17                    | 20                    | 20                    | 23                    | 37                    | 43                    | 24                      | 28                      | 25                      | 29                      | 49                      | 57                      | 81            |

| Зайняті  | Зайняті  | Зайняті | Зайняті | Зайняті | Зайняті | Безробітні | Безробітні | Безробітні | Безробітні | Безробітні | Безробітні | Все населення |
| Чоловіки | Чоловіки | Жінки   | Жінки   | Разом   | Разом   | Чоловіки   | Чоловіки   | Жінки      | Жінки      | Разом      | Разом      | 81            |
| ос.      | %        | ос.     | %       | ос.     | %       | ос.        | %          | ос.        | %          | ос.        | %          | 81            |
| -------- | -------- | ------- | ------- | ------- | ------- | ---------- | ---------- | ---------- | ---------- | ---------- | ---------- | ------------- |
| 12       | 3        | 10      | 3       | 22      | 6       | 83         | 24         | 80         | 22         | 163        | 46         | 81            |

| Дорослі | Діти | Пенсіонери | Інваліди Німецько-радянської війни | Учасники бойових дій | Інваліди всіх груп і категорій | Люди, які обслуговуються служб. соц. допом. на дому | Неповні сім'ї | Діти з неповних сімей | Багатодітні сім'ї | Діти з багатодітних сімей | Діти-інваліди | Діти-сироти | Одинокі багатодітні матері |
| ------- | ---- | ---------- | ---------------------------------- | -------------------- | ------------------------------ | --------------------------------------------------- | ------------- | --------------------- | ----------------- | ------------------------- | ------------- | ----------- | -------------------------- |
| 66      | 22   | 39         | -                                  | -                    | 8                              | -                                                   | -             | -                     | 1                 | 5                         | -             | -           | -                          |

## Політика

### Органи влади
До 2020 року місцеві органи влади представлені Трипутнянською сільською радою.

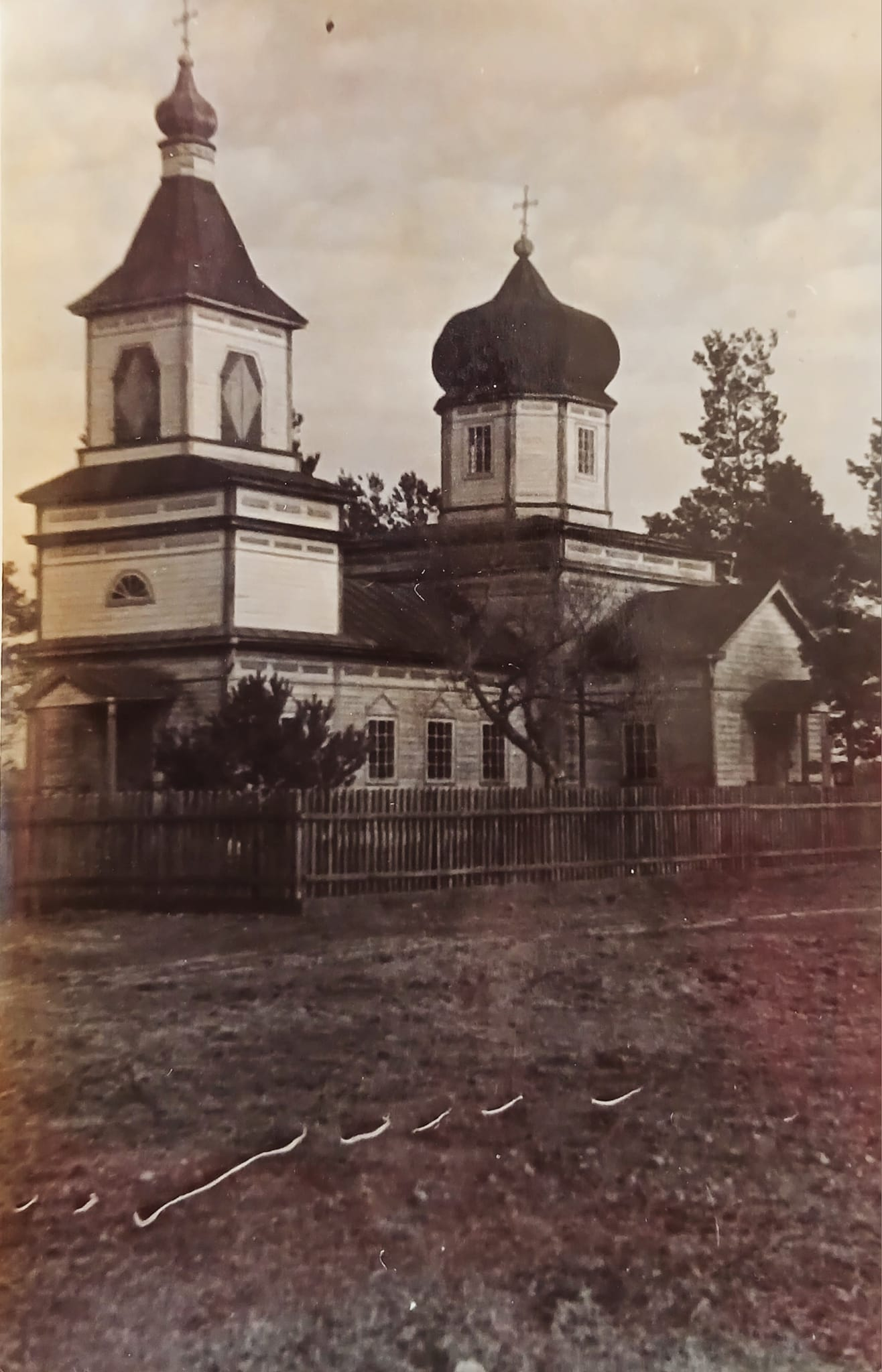
Церква Успіння Пресвятої Богородиці в Залішанах (1950 р.)

### Вибори
Село входить до виборчого округу № 155. Станом на 2011 рік кількість виборців становила 65 осіб.

## Культура
У селі працює Залішанський сільський клуб на 56 місць.

## Релігія
У першій половині XIX століття в селі діяла греко-католицька церква Успіння (Пресвятої) Богородиці, до парафії якої належали села Сохи, Рипчики, Нивецьк, Грицьки, Кривиця, Працюки, Яцулі, Заморочення та Озерськ. З 1840-х років церква діяла як православна.
Станом на 1859 рік православна парафія Успіння Богородиці налічувала 1027 вірян. Тоді до неї були приписані: село Залішани з парафіяльною Успенською церквою (76 вірян), села Яцулі (198 вірян), Нивецьк (178 вірян), Озерськ (136 вірян), Кривиця (136 вірян), Грицьки (126 вірян), Рибчиці (72 віряни), Заморочення (39 вірян), Сохи (38 вірян), Працюки (28 вірян).

#### Книги
- Літопис УПА / НАН України. Інститут української археографії та джерелознавства ім . М. С. Грушевського. — Київ-Торонто : Видавництво «Літопис УПА» та ін, 2007. — Т. 11: Мережа ОУН(б) і запілля УПА на території ВО «Заграва», «Турів», «Богун» (серпень 1942 — грудень 1943 рр.). — 849 с.

#### Офіційні дані та нормативно-правові акти
- Паспорт Дубровицького району (станом на 1 січня 2011 року) (doc). Дубровицька районна рада. Архів оригіналу за 10 лютий 2015. Процитовано 16 жовтня 2019.

#### Мапи
- Історичний Атлас України / Гол. ред. Л. Винар; Упорядн.: І. Тесля, Е. Тютько. Українське історичне товариство. — Монреаль; Нью-Йорк; Мюнхен, 1980. — 182 с.